# Oliaigua
L'oliaigua ou oliaigo est une soupe typique de Minorque, en Espagne. Il trouve son origine dans la paysannerie de l'île et c'est pourquoi ses ingrédients sont essentiellement des produits du jardin, comme les tomates, l'orge et les poivrons verts. Traditionnellement, il faisait partie du déjeuner, mais au fil du temps, il a évolué pour devenir un plat qui se mange au dîner.

## Caractéristiques
Il s'agit d'une soupe qui, dans sa version la plus simple, en période de pénurie, se composait parfois simplement d'eau, d'un peu d'huile d'olive et d'herbes. Puis, si possible, on ajoutait un peu d'ail ou de graisse. Il est ensuite enrichi de tomates et de pebrot (piment).
Pour le préparer, on coupe les légumes en morceaux pas trop gros et on les fait revenir lentement à la poêle dans de l'huile d'olive, en ajoutant de temps en temps un peu d'eau si nécessaire. Couvrir ensuite d'eau et blanchir sans faire bouillir. Comme pour les autres soupes minorquines, le mets est servi dans une soupière. Chaque convive dépose du pain rassis dans son bol puis la soupe est versée dessus. L'oliaigua est généralement accompagné de figues fraîches en été (connu sous le nom d'oliaigua amb figues. Il existe également d'autres types d'oliaigua.
Il existe également d'autres oliaigües d'hiver et de fin d'hiver (oliaigua broix, oliaigua amb col, oliaigua blanc, oliaigua amb espàrecs…), ainsi que des oliaigües de fruits de mer, comme l'oliaigua amb pegellides, pades i cornets et aussi l'oliaigua amb crancs peluts. L'oliaigua est généralement servi avec des figues fraîches en été (connu sous le nom d'oliaigua amb figues).